# Saint-Julien-du-Gua
Saint-Julien-du-Gua – miejscowość i gmina we Francji, w regionie Owernia-Rodan-Alpy, w departamencie Ardèche.
Według danych na rok 1990 gminę zamieszkiwało 187 osób, a gęstość zaludnienia wynosiła 11 osób/km² (wśród 2880 gmin regionu Rodan-Alpy Saint-Julien-du-Gua plasuje się na 1440. miejscu pod względem liczby ludności, natomiast pod względem powierzchni na miejscu 653.).